# 姬鸚哥魚
姬鸚哥魚（学名：Scarus oviceps），又名黃鞍鸚嘴魚、鸚哥、蠔魚、青衫，为鸚哥魚科鸚嘴魚屬下的一个种。

## 分布
本魚分布於印度太平洋區，包括紅海、模里西斯、聖誕島、萊恩群島、琉球群島、台灣、中國沿海、越南、泰國、馬來西亞、菲律賓、印尼、澳洲、新幾內亞、新喀里多尼亞、所羅門群島、帛琉、斐濟群島、萬那杜、法屬玻里尼西亞等海域。

## 深度
水深0至20公尺。

## 特徵
本魚體延長而略側扁。頭部輪廓呈平滑的弧型。開始型雌魚，體棕黃色，各鱗片中央為藍灰色調。各鰭條外緣鑲有甚窄的藍色縱紋。終端型雄魚，體呈藍紫色，各鱗片緣為暗色。頰部具不規則的鮮黃色斑。最顯著的是吻端上面的前額突出，且隨成長加大更形明顯。雌魚和雄魚皆具稍圓的截形尾。齒板之外表面平滑，上齒板幾被上唇所覆蓋；齒板上無犬齒；每一上咽骨具1列臼齒狀之咽頭齒。背鰭為紅褐色，外緣顏色較深；餘鰭亦為紅褐色，其中胸鰭之上端色澤較深，下端色澤較淺。背鰭硬棘9枚、背鰭軟條10枚、臀鰭硬棘3枚、臀鰭軟條9枚，體長可達44.5公分，體重可2.1公斤。

## 生態
幼魚經常成小群體地棲息於岩礁或珊瑚礁中。成魚較喜獨立生活。啃食珊瑚，以珊瑚共生藻為生。

## 經濟利用
大型食用魚類，較不新鮮者，可作成魚鬆，食用時宜用清蒸或鹽燒。另外可作為觀賞魚。